# Католицька церква на Маврикії
Като́лицька це́рква на Маври́кії — друга християнська конфесія Маврикія. Складова всесвітньої Католицької церкви, яку очолює на Землі римський папа. Керується конференцією єпископів. Станом на 2004 рік у країні нараховувалося близько 310 000 католиків (25,14% від усього населення). Існувало 2 діоцезій, які об'єднували 49 церковних парафій.  Кількість  священиків — 101 (з них представники секулярного духовенства — 61, члени чернечих організацій — 40), постійних дияконів — 0, монахів — 74, монахинь — 244.